# الأمانة الخاصة لسياسات تعزيز المساواة العرقية (البرازيل)
الأمانة الخاصة لسياسات تعزيز المساواة العرقية هي وكالة حكومية في البرازيل. وترأس الوكالة لويزا هيلينا دي بايروس وإدسون سانتوس. تم إنشاؤه في 2003. ينصحها المجلس الوطني لتعزيز المساواة العرقية الذي تأسس عام 2003.

## خلفية
استحوذت البرازيل على أكبر عدد من العبيد في أي بلد في الأمريكتين وكانت آخر من حظر العبودية في عام 1888. وقد واجه البرازيليون المنحدرون من أصل أفريقي وأحفادهم التمييز ويعيش الكثير منهم في فقر. جعلت هيلينا دي بايروس وإدسون سانتوس. معالجة القضايا أولوية.

## عصر بولسونارو
قال وزير شؤون الأسرة وحقوق الإنسان القادم داماريس ألفيس إن الوكالة ستواصل مهمتها في إدارة جايير بولسونارو.